# هری اندرسون
هری اندرسون (سوئدی: Harry Andersson) (زاده ۷ مارس ۱۹۱۳ - درگذشته ۶ جون ۱۹۹۶) یک بازیکن فوتبال اهل سوئد بود.